# Iugoslávia no Festival Eurovisão da Canção
A Jugoslávia, ao longo da sua existência, participou no Festival Eurovisão da Canção 27 vezes, estreando-se em 1961, tendo ganho em 1989 e estando ausente em 1977, 1978, 1979, 1980 e 1985.

## História

### 1961–1991: República Socialista Federativa da Jugoslávia
A República Socialista Federativa da Jugoslávia estreou-se no Festival Eurovisão da Canção em 1961. A final nacional organizada pela televisão jugoslava JRT era o Jugovizija, e continha a participação das televisões públicas sub-nacionais correspondido às capitais de cada república socialista federativa jugoslava: República Socialista da Bósnia e Herzegovina (RTV Sarajevo), República Socialista da Croácia (RTV Zagreb e RTV Split), República Socialista da Macedónia (RTV Skopje), República Socialista do Montenegro (RTV Titograd), República Socialista da Sérvia (RTV Belgrado) e República Socialista da Eslovénia (RTV Ljubljana), como também dos serviços de radiodifusão das regiões autônomas pertencentes à Sérvia: Província Socialista Autónoma do Kosovo (RTV Priština) e Província Socialista Autónoma da Voivodina (RTV Novi Sad). Os primeiros a participar foram Belgrado, Ljubljana e Zagreb, enquanto que os outros aderiram nos anos seguintes.
Durante a sua existência, a RSF da Jugoslávia foi representada por vários artistas de 5 das 8 federações jugoslavas. Esses artistas eram da Bósnia e Herzegovina, Croácia, Montenegro, Sérvia e Eslovénia, com a Macedónia, Voivodina, e Kosovo a nunca terem ganho uma final nacional. Croácia foi a república socialista mais bem sucedida, sendo representada 13 vezes e ganhando uma, em 1989. Entre 1977 e 1980, e em 1985, a Jugoslávia não participou.
A República Socialista Federativa da Jugoslávia venceu o Festival Eurovisão da Canção em 1989 com "Rock Me" pelo grupo Riva. No ano seguinte, o Festival Eurovisão da Canção 1990 teve lugar em Zagreb.

### 1992: República Federal da Jugoslávia
Durante o processo de desintegração da Jugoslávia em 1991, as antigas repúblicas socialistas constituintes: Croácia, Eslovénia e Macedónia proclamaram a sua independência e, portanto, se retiraram de Jugovizija, enquanto as então lideranças da Sérvia e Montenegro concordaram em manter uma estreita aliança. A 28 de março de 1992, os países que ainda (pelo menos formalmente) constituíam a federação ex-jugoslava decadente e encolhida participaram no Jugovizija 1992 realizada em Belgrado. Incluía não só artistas da Sérvia e Montenegro, mas também da Bósnia e Herzegovina, embora esse último tivesse declarado independência a 1 de março daquele ano. De entre os candidatos encontrava-se Alma Čardžić. O vencedor dessa edição foi a canção "Ljubim te pesmama" interpretada por Extra Nena (Snežana Berić) da Sérvia. Antes da edição do Festival Eurovisão da Canção desse ano, a 28 de abril, foi formado um novo estado federativo formado pela Sérvia e Montenegro chamada República Federal da Jugoslávia, representada por Extra Nena, anteriormente citada, no Festival Eurovisão da Canção 1992, realizado a 9 de maio.
A Jugoslávia foi banida de participar no certame até 2004, devido às sanções impostas pelas Nações Unidas durante a Guerra Civil Iugoslava e Guerra de Independência da Croácia.

### 1993–presente: Depois do dissolução da República Socialista Federativa da Jugoslávia
Após a dissolução da República Socialista Federativa da Jugoslávia as suas repúblicas socialistas constituintes proclamaram a sua independência. As rádios e estações de TV pública, uma vez sub-nacionais, passaram a ser nacionais mas sob novos nomes, incluindo: RTV Slovenia, HRT, RTS, MKRTV e assim sucessivamente. Desde as suas adesões à UER respetivamente, todos as ex-repúblicas socialistas jugoslavas participaram no Festival Eurovisão da Canção: Eslovénia, Croácia, Bósnia e Herzegovina, Montenegro, Sérvia e Macedónia.
No geral, os resultados das novas repúblicas foram mesclados: a Croácia teve alguns êxitos iniciais em meados da década de 1990 e tanto a Sérvia e Montenegro como a Bósnia e Herzegovina obtiveram algum sucesso nos últimos anos, enquanto a República da Macedónia nunca conseguiu um top 10, apesar de ter chegado sempre à final até 2008, ano em que perdeu o seu passaporte para a final. Em 2004, a Sérvia e Montenegro estreou em 2.º lugar e em 2007, Montenegro juntou-se ao concurso mas falhou a sua classificação para a final, enquanto que a Sérvia venceu pela primeira vez como país independente. Em 2013, nenhuma ex-república socialista jugoslava se qualificou para a final.

## Galeria

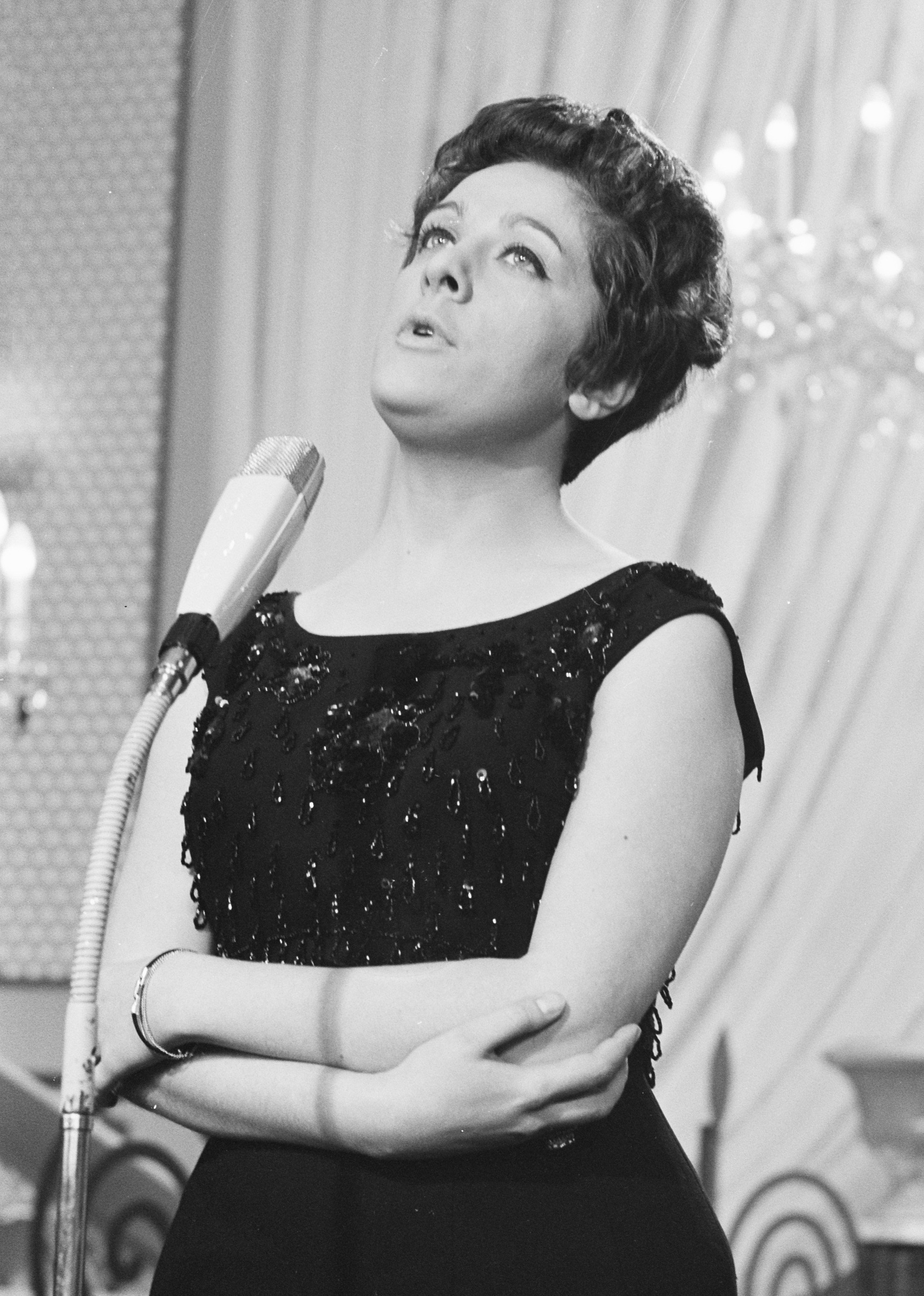
Lola Novaković em Luxemburgo
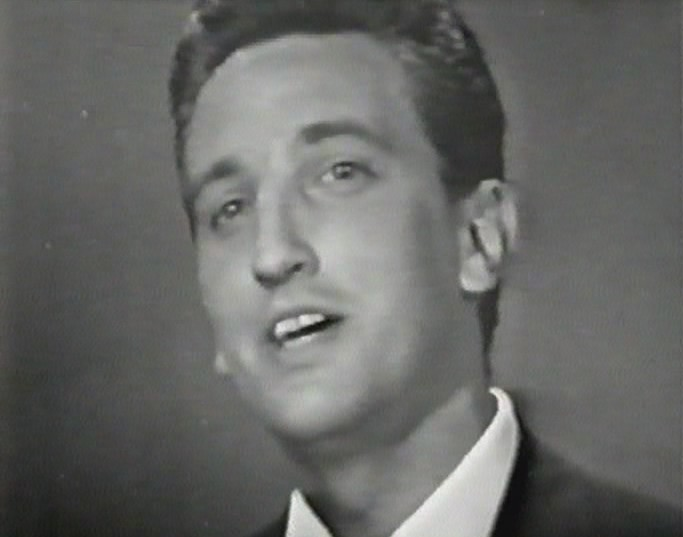
Vice Vukov em Nápoles
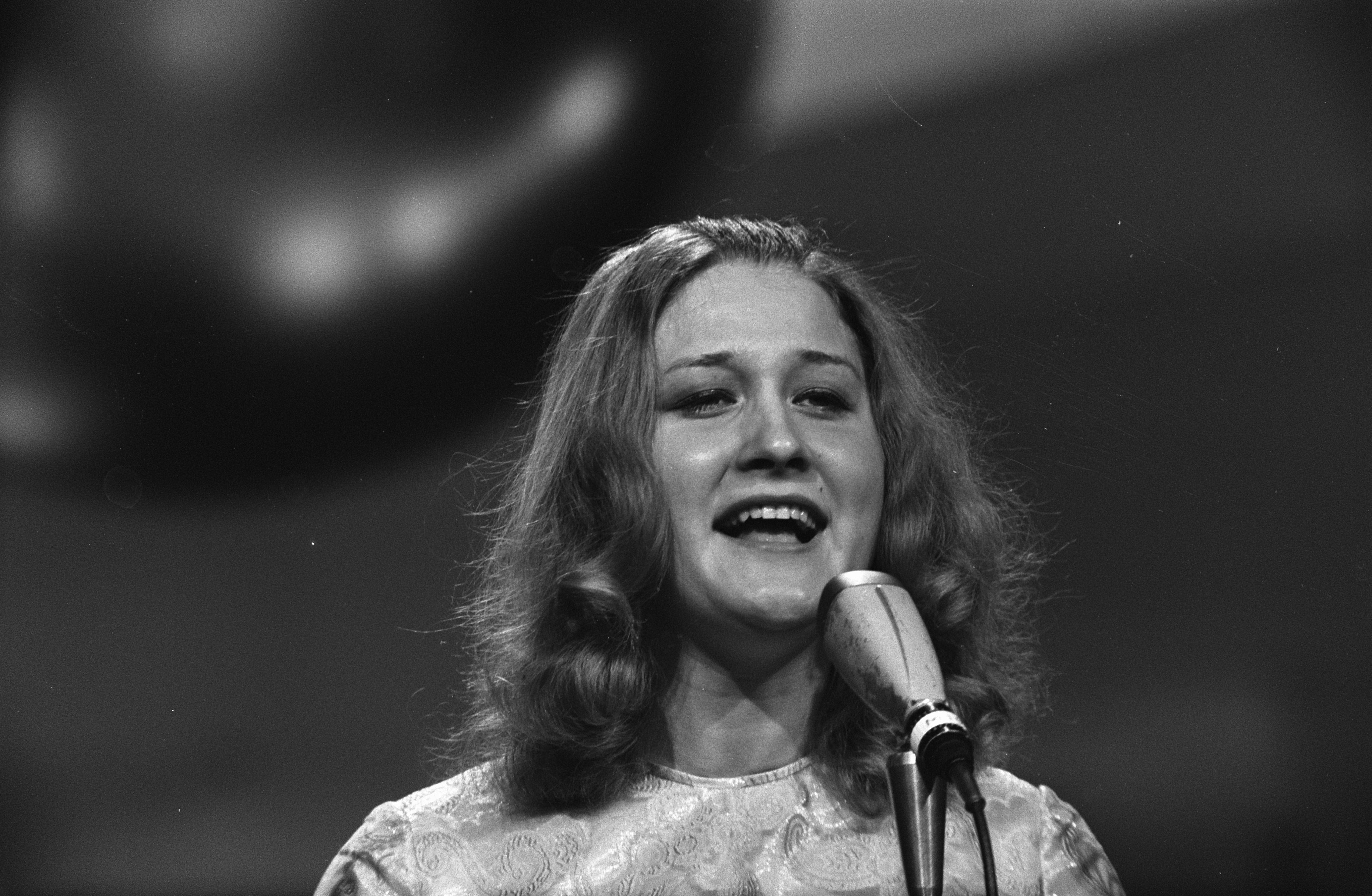
Eva Sršen em Amesterdão
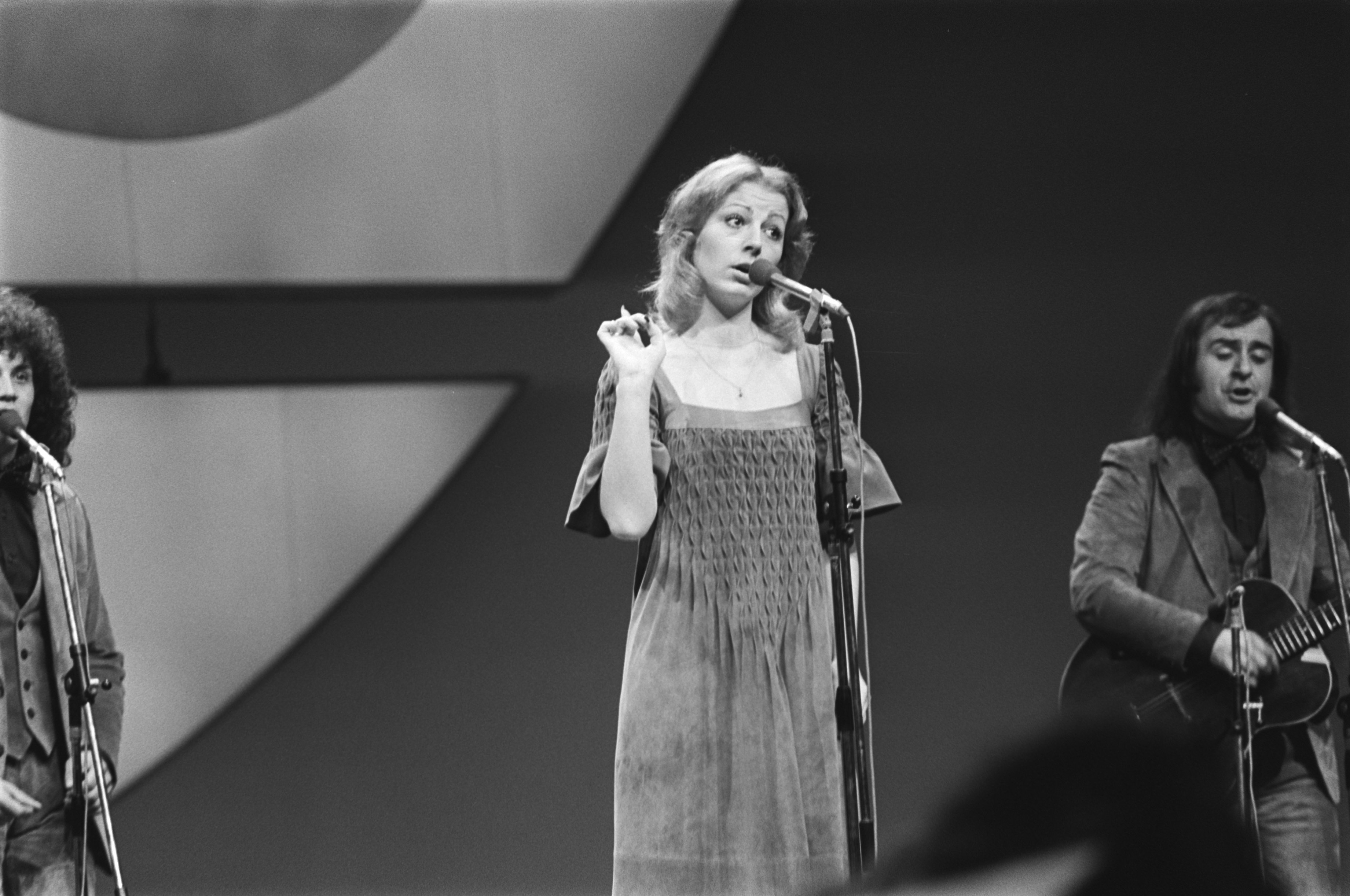
Ambasadori em Haia

## Participações
Legenda
     Vencedor
     2.º lugar
     3.º lugar
     Pontuação Nula ("Null Points")/Último Lugar
     Melhor classificação (fora do top 3)
     Qualificação para a final (fora do top 3)
     País-anfitrião
     Desclassificado
| 1º                               | Cannes 1961     | República Socialista da Sérvia               | Ljiljana Petrović                | Servo-croata | "Neke davne zvezde" (Неке давне звезде) Algumas estrelas distantes                      | 8º       | 9        |
| 2º                               | Luxemburgo 1962 | República Socialista da Sérvia               | Lola Novaković                   | Servo-croata | "Ne pali svetla u sumrak" (Не пали светло у сумрак) Não ligues as luzes no crepúsculo   | 4º       | 10       |
| 3º                               | Londres 1963    | República Socialista da Croácia              | Vice Vukov                       | Servo-croata | "Brodovi" (Бродови) Navios                                                              | 11º      | 3        |
| 4º                               | Copenhaga 1964  | República Socialista da Bósnia e Herzegovina | Sabahudin Kurt                   | Bósnio       | "Život je sklopio krug" (Живот је склопио круг) A Vida chega com um círculo cheio       | 13º      | 0        |
| 5º                               | Nápoles 1965    | República Socialista da Croácia              | Vice Vukov                       | Servo-croata | "Čežnja" (Чежња) Desejo                                                                 | 12º      | 2        |
| 6º                               | Luxemburgo 1966 | República Socialista da Eslovénia            | Berta Ambrož                     | Esloveno     | "Brez besed" Sem palavras                                                               | 7º       | 9        |
| 7º                               | Viena 1967      | República Socialista da Eslovénia            | Lado Leskovar                    | Esloveno     | "Vse rože sveta" Todas as flores do mundo                                               | 8º       | 7        |
| 8º                               | Londres 1968    | República Socialista da Croácia              | Luči Kapurso & Hamo Hajdarhodžić | Servo-croata | "Jedan dan" (Један дан) Um dia                                                          | 7º       | 8        |
| 9º                               | Madrid 1969     | República Socialista da Croácia              | Ivan & 3M                        | Servo-croata | "Pozdrav svijetu" (Поздрав свијету) Olá mundo                                           | 13º      | 5        |
| 10º                              | Amesterdão 1970 | República Socialista da Eslovénia            | Eva Sršen                        | Esloveno     | "Pridi, dala ti bom cvet" Vem, eu te darei uma flor                                     | 11º      | 4        |
| 11º                              | Dublin 1971     | República Socialista da Croácia              | Kićo Slabinac                    | Servo-croata | "Tvoj dječak je tužan" (Твој дјечак је тужан) O teu rapaz está triste                   | 14º      | 68       |
| 12º                              | Edimburgo 1972  | República Socialista da Croácia              | Tereza Kesovija                  | Servo-croata | "Muzika i ti" (Музика и ти) Música e Tu                                                 | 9º       | 87       |
| 13º                              | Luxemburgo 1973 | República Socialista da Bósnia e Herzegovina | Zdravko Čolić                    | Bósnio       | "Gori vatra" (Гори ватра) O fogo está queimando                                         | 15º      | 65       |
| 14º                              | Brighton 1974   | República Socialista da Sérvia               | Korni grupa                      | Servo-croata | "Moja generacija" (Моја генерација) Minha geração                                       | 12º      | 6        |
| 15º                              | Estocolmo 1975  | República Socialista da Eslovénia            | Pepel in Kri                     | Esloveno     | "Dan ljubezni" Um dia de amor                                                           | 13º      | 22       |
| 16º                              | Haia 1976       | República Socialista da Bósnia e Herzegovina | Ambasadori                       | Bósnio       | "Ne mogu skriti svoju bol" (Не могу скрити своју бол) Eu não posso esquecer a minha dor | 17º      | 10       |
| Não participou entre 1977 e 1980 |                 |                                              |                                  |              |                                                                                         |          |          |
| 17º                              | Dublin 1981     | República Socialista da Bósnia e Herzegovina | Vajta                            | Bósnio       | "Lejla" (Лејла)                                                                         | 15º      | 35       |
| 18º                              | Harrogate 1982  | República Socialista da Sérvia               | Aska                             | Servo-croata | "Halo, Halo" (Хало, хало) Olá, Olá                                                      | 14º      | 21       |
| 19º                              | Munique 1983    | República Socialista do Montenegro           | Daniel                           | Servo-croata | "Džuli" (Џули)                                                                          | 4º       | 125      |
| 20º                              | Luxemburgo 1984 | República Socialista do Montenegro           | Vlado & Isolda                   | Servo-croata | "Ciao, amore" Adeus, meu amor                                                           | 18º      | 26       |
|                                  | Gotemburgo 1985 | República Socialista da Croácia              | Zorica Kondža feat. Josip Genda  | Servo-croata | "Pokora" (Покора) Penitência                                                            | Desistiu | Desistiu |
| 21º                              | Bergen 1986     | República Socialista da Croácia              | Doris Dragović                   | Servo-croata | "Željo moja" (Жељо моја) Meu desejo                                                     | 11º      | 49       |
| 22º                              | Bruxelas 1987   | República Socialista da Croácia              | Novi Fosili                      | Servo-croata | "Ja sam za ples" (Ја сам за плес) Eu estou pronta para dançar                           | 4º       | 92       |
| 23º                              | Dublin 1988     | República Socialista da Croácia              | Srebrna krila                    | Servo-croata | "Mangup" (Мангуп) Vilão                                                                 | 6º       | 87       |
| 24º                              | Lausanne 1989   | República Socialista da Croácia              | Riva                             | Servo-croata | "Rock Me" Dá-me rock                                                                    | 1º       | 137      |
| 25º                              | Zagreb 1990     | República Socialista da Croácia              | Tajči                            | Servo-croata | "Hajde da ludujemo" (Хајде да лудујемо) Vamos ficar loucos                              | 7º       | 81       |
| 26º                              | Roma 1991       | República Socialista da Sérvia               | Bebi Dol                         | Servo-croata | "Brazil" (Бразил)                                                                       | 21º      | 1        |
| 27º                              | Malmö 1992      | República Socialista da Sérvia               | Extra Nena                       | Servo-croata | "Ljubim te pesmama" (Љубим те песмама) Eu estou beijando-te com canções                 | 13º      | 44       |
| Pais Dissolvido                  |                 |                                              |                                  |              |                                                                                         |          |          |

## Apresentadores

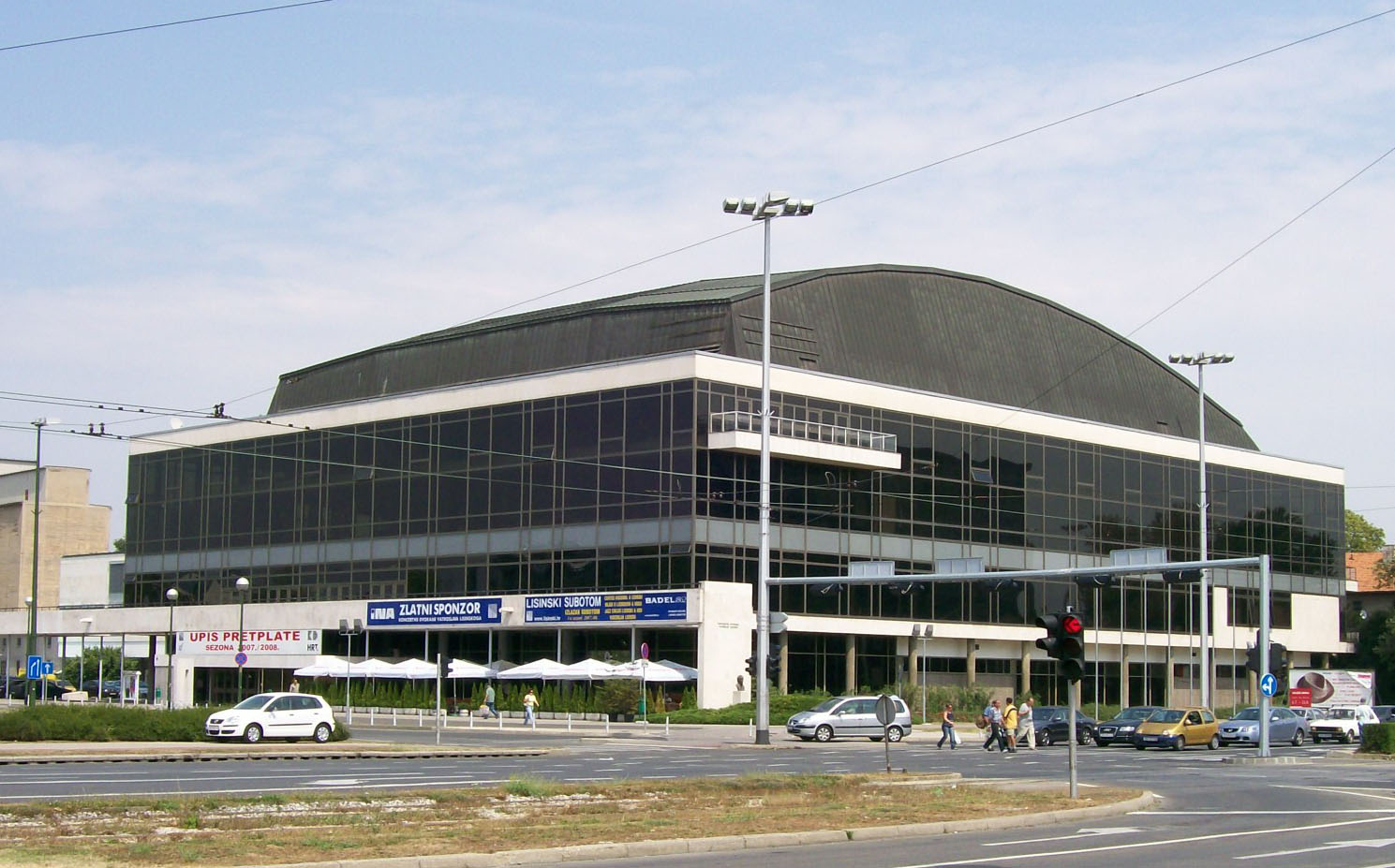
Koncertna dvorana Vatroslav Lisinski em Zagreb, sede do Festival Eurovisão da Canção 1990

| Ano             | Local  | Local                                                    | Apresentador(es)               |
| --------------- | ------ | -------------------------------------------------------- | ------------------------------ |
| 1990            | Zagreb | Koncertna dvorana Vatroslav Lisinski, Zagreb, RS Croácia | Oliver Mlakar & Helga Vlahović |
| Pais Dissolvido |        |                                                          |                                |

## Comentadores e porta-vozes
| Ano(s)          | Comentadores televisivos       | Comentadores televisivos       | Comentadores televisivos       | Votação                        | Votação          | Votação        |
| Ano(s)          | Comentador sérvio              | Comentador croata              | Comentador esloveno            | Porta-voz                      | Idioma utilizado | Cidade         |
| --------------- | ------------------------------ | ------------------------------ | ------------------------------ | ------------------------------ | ---------------- | -------------- |
| 1961            | Ljubomir Vukadinović           | Gordana Bonetti                | Tomaž Terček                   | Saša Novak                     | Francês          | Ljubljana      |
| 1962            | Ljubomir Vukadinović           | Gordana Bonetti                | Tomaž Terček                   | Mladen Delić                   | Francês          | Zagreb         |
| 1963            | Ljubomir Vukadinović           | Gordana Bonetti                | Tomaž Terček                   | Miloje Orlović                 | Inglês           | Belgrado       |
| 1964            | Miloje Orlović                 | Gordana Bonetti                | Tomaž Terček                   | Oliver Mlakar                  | Francês          | Ljubljana      |
| 1965            | Miloje Orlović                 | Mladen Delić                   | Tomaž Terček                   | Oliver Mlakar                  | Inglês           | Belgrado       |
| 1966            | Miloje Orlović                 | Mladen Delić                   | Tomaž Terček                   | Dragana Marković               | Inglês           | Belgrado       |
| 1967            | Miloje Orlović                 | Mladen Delić                   | Tomaž Terček                   | Oliver Mlakar                  | Francês          | Ljubljana      |
| 1968            | Miloje Orlović                 | Mladen Delić                   | Tomaž Terček                   | Snežana Lipkovska-Hadžinaumova | Inglês           | Skopje         |
| 1969            | Miloje Orlović                 | Mladen Delić                   | Tomaž Terček                   | Helga Vlahović                 | Inglês           | Zagreb         |
| 1970            | Milovan Ilić                   | Oliver Mlakar                  | Tomaž Terček                   | Dragana Marković               | Inglês           | Belgrado       |
| 1971            | Milovan Ilić                   | Oliver Mlakar                  | Tomaž Terček                   | Sem porta-voz                  | Sem porta-voz    | Sem porta-voz  |
| 1972            | Milovan Ilić                   | Oliver Mlakar                  | Tomaž Terček                   | Sem porta-voz                  | Sem porta-voz    | Sem porta-voz  |
| 1973            | Milovan Ilić                   | Oliver Mlakar                  | Tomaž Terček                   | Sem porta-voz                  | Sem porta-voz    | Sem porta-voz  |
| 1974            | Milovan Ilić                   | Oliver Mlakar                  | Tomaž Terček                   | Helga Vlahović                 | Inglês           | Zagreb         |
| 1975            | Milovan Ilić                   | Oliver Mlakar                  | Tomaž Terček                   | Dragana Marković               | Inglês           | Belgrado       |
| 1976            | Milovan Ilić                   | Oliver Mlakar                  | Tomaž Terček                   | Viktor Blažič                  | Inglês           | Ljubljana      |
| 1977            | Milovan Ilić                   | Oliver Mlakar                  | Tomaž Terček                   | Não participou                 | Não participou   | Não participou |
| 1978            | Milovan Ilić                   | Oliver Mlakar                  | Tomaž Terček                   | Não participou                 | Não participou   | Não participou |
| 1979            | Sem transmissão                | Sem transmissão                | Sem transmissão                | Não participou                 | Não participou   | Não participou |
| 1980            | Milovan Ilić                   | Oliver Mlakar                  | Tomaž Terček                   | Não participou                 | Não participou   | Não participou |
| 1981            | Mladen Popović                 | Oliver Mlakar                  | Tomaž Terček                   | Helga Vlahović                 | Inglês           | Belgrado       |
| 1982            | Mladen Popović                 | Oliver Mlakar                  | Tomaž Terček                   | Miša Molk                      | Inglês           | Ljubljana      |
| 1983            | Mladen Popović                 | Oliver Mlakar                  | Tomaž Terček                   | Boško Negovanović              | Inglês           | Novi Sad       |
| 1984            | Mladen Popović                 | Oliver Mlakar                  | Tomaž Terček                   | Snežana Lipkovska-Hadžinaumova | Francês          | Skopje         |
| 1985            | Snežana Lipkovska-Hadžinaumova | Snežana Lipkovska-Hadžinaumova | Snežana Lipkovska-Hadžinaumova | Não participou                 | Não participou   | Não participou |
| 1986            | Mladen Popović                 | Oliver Mlakar                  | Miša Molk                      | Enver Petrovci                 | Inglês           | Priština       |
| 1987            | Mladen Popović                 | Oliver Mlakar                  | Miša Molk                      | Minja Subota                   | Francês          | Belgrado       |
| 1988            | Mladen Popović                 | Oliver Mlakar                  | Slobodan Kaloper               | Miša Molk                      | Inglês           | Ljubljana      |
| 1989            | Mladen Popović                 | Oliver Mlakar                  | Miša Molk                      | Dijana Čulić                   | Francês          | Novi Sad       |
| 1990            | Mladen Popović                 | Branko Uvodić                  | Miša Molk                      | Drago Čulina                   | Inglês           | Zadar          |
| 1991            | Mladen Popović                 | Ksenija Urličić                | Miša Molk                      | Draginja Balać                 | Inglês           | Sarajevo       |
| 1992            | Mladen Popović                 | Países separados               | Países separados               | Veselin Mrđen                  | Inglês           | Belgrado       |
| 1993            | Sem transmissão                | Países separados               | Países separados               | Não participou                 | Não participou   | Não participou |
| 1994            | Mladen Popović                 | Países separados               | Países separados               | Não participou                 | Não participou   | Não participou |
| 1995            | Mladen Popović                 | Países separados               | Países separados               | Não participou                 | Não participou   | Não participou |
| 1996            | Mladen Popović                 | Países separados               | Países separados               | Não participou                 | Não participou   | Não participou |
| 1997            | Nikola Nešković                | Países separados               | Países separados               | Não participou                 | Não participou   | Não participou |
| 1998            | Vojislav Pantić                | Países separados               | Países separados               | Não participou                 | Não participou   | Não participou |
| 1999            | Sem transmissão                | Países separados               | Países separados               | Não participou                 | Não participou   | Não participou |
| 2000            | Sem transmissão                | Países separados               | Países separados               | Não participou                 | Não participou   | Não participou |
| 2001            | Desconhecido                   | Países separados               | Países separados               | Não participou                 | Não participou   | Não participou |
| 2002            | Mladen Popović                 | Países separados               | Países separados               | Não participou                 | Não participou   | Não participou |
| Pais Dissolvido |                                |                                |                                |                                |                  |                |

- Devido à Croácia e à Eslovénia terem-se tornado países independentes com o desmembramento da Jugoslávia, a partir de 1992 deixou de haver comentadores croata e esloveno.

## Maestros
| Ano(s)          | Maestro            |
| --------------- | ------------------ |
| 1961            | Jože Privšek       |
| 1962            | Jože Privšek       |
| 1963            | Miljenko Prohaska  |
| 1964            | Radivoje Spasić    |
| 1965            | Radivoje Spasić    |
| 1966            | Mojmir Sepe        |
| 1967            | Mario Rijavec      |
| 1968            | Miljenko Prohaska  |
| 1969            | Miljenko Prohaska  |
| 1970            | Mojmir Sepe        |
| 1971            | Miljenko Prohaska  |
| 1972            | Nikica Kalogjera   |
| 1973            | Esad Arnautalić    |
| 1974            | Zvonimir Skerl     |
| 1975            | Mario Rijavec      |
| 1976            | Esad Arnautalić    |
| 1977            | Não participou     |
| 1978            | Não participou     |
| 1979            | Não participou     |
| 1980            | Não participou     |
| 1981            | Ranko Rihtman      |
| 1982            | Zvonimir Skerl     |
| 1983            | Radovan Papović    |
| 1984            | Mato Došen         |
| 1985            | Não participou     |
| 1986            | Nikica Kalogjera   |
| 1987            | Nikica Kalogjera   |
| 1988            | Nikica Kalogjera   |
| 1989            | Nikica Kalogjera   |
| 1990            | Stjepan Mihaljinec |
| 1991            | Slobodan Marković  |
| 1992            | Anders Berglund    |
| 1993            | Não participou     |
| 1994            | Não participou     |
| 1995            | Não participou     |
| 1996            | Não participou     |
| 1997            | Não participou     |
| 1998            | Não participou     |
| Pais Dissolvido |                    |

### Maestros anfitriões
| Ano(s)          | Maestro       |
| --------------- | ------------- |
| 1990            | Igor Kuljerić |
| Pais Dissolvido |               |

## História dos votos
| Jugoslávia deu mais pontos a: | Jugoslávia deu mais pontos a: | Jugoslávia deu mais pontos a: |
| Rank                          | País                          | Pontos                        |
| ----------------------------- | ----------------------------- | ----------------------------- |
| 1                             | Reino Unido                   | 95                            |
| 2                             | Itália                        | 94                            |
| 3                             | França                        | 93                            |
| 4                             | Suíça                         | 81                            |
| 5                             | Suécia                        | 70                            |

| Jugoslávia recebeu mais pontos de: | Jugoslávia recebeu mais pontos de: | Jugoslávia recebeu mais pontos de: |
| Rank                               | País                               | Pontos                             |
| ---------------------------------- | ---------------------------------- | ---------------------------------- |
| 1                                  | Turquia                            | 80                                 |
| 2                                  | Reino Unido                        | 69                                 |
| 3                                  | Israel                             | 68                                 |
| 4                                  | Bélgica                            | 63                                 |
| 5                                  | Chipre                             | 59                                 |